# Табачков, Николай Ильич
Никола́й Ильи́ч Таба́чков (род. 26 мая 1955 года, Челябинск) — аудитор Счётной палаты РФ с марта 2005 года, депутат Государственной думы третьего и четвёртого созывов.

## Биография
Родился в Челябинске. Окончил Свердловское высшее военно-политическое танко-артиллерийское училище, Челябинскую банковскую школу ЦБ РФ, Российскую академию государственной службы при Президенте РФ. Служил в армии, участвовал в Афганской войне с 1987 по 1988 год.
Работал в Челябинском управлении налоговой полиции, был начальником управления организационной и правовой работы Администрации Челябинской области. С 1998 года — председатель правления Челябинского областного отделения Российского Союза ветеранов Афганистана.

### Депутат госдумы
В 1999 году избран депутатом Государственной думы третьего созыва по федеральному списку избирательного блока «Межрегиональное движение „Единство“», был членом фракции «Единство», членом Комитета ГД по бюджету и налогам.
В 2003 году был избран депутатом Государственной думы четвёртого созыва по федеральному списку партии «Единая Россия», был членом фракции «Единая Россия». Был заместителем председателя Комитета ГД по бюджету и налогам.
В 2005 году прекратил полномочия депутата Государственной думы четвёртого созыва в связи с избранием аудитором Счётной палаты. 18 марта 2005 года был назначен аудитором Счётной палаты (по представлению Государственной Думы). Мандат перешел Владимиру Владимировичу Каретникову
Направление аудита — контроль за государственным долгом, Центробанком, финансово-кредитными учреждениями и финансовыми рынками, приватизацией и управлением государственной собственностью. 18 марта 2011 года срок полномочий Н. И. Табачкова на должности аудитора Счётной палаты истёк.